# Kristin Herrera

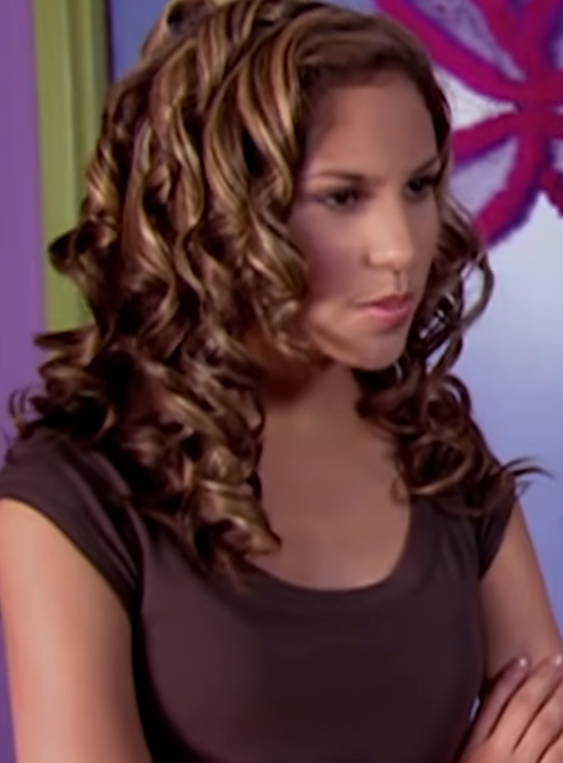
Kristin Herrera als Dana Cruz in der Serie Zoey 101 (2005)

Kristin Lisa Alexis Herrera (* 21. Februar 1989 in San Diego, Kalifornien) ist eine US-amerikanische Schauspielerin.
Ihre bekannteste Rolle ist die der Dana Cruz in  der Fernsehserie Zoey 101 (nur in der 1. Staffel) aus dem Jahr 2004. Herrera spielte in einigen Folgen in Fernsehserien wie NYPD Blue, Lady Cops und Emergency Room mit.

## Filmografie
- 2000–2008: General Hospital (Fernsehserie, 15 Folgen)
- 2004–2005: Zoey 101 (Fernsehserie, 13 Folgen)
- 2007: Freedom Writers
- 2007: Resurrection Mary

### Gastauftritte
- 2001: New York Cops – NYPD Blue (NYPD Blue, Folge 8x09)
- 2002: Eine himmlische Familie (7th Heaven, Folge 6x19)
- 2002: Lady Cops – Knallhart weiblich (The Division, Folge 2x13)
- 2002: The Bernie Mac Show (Folge 2x06)
- 2006: Without a Trace – Spurlos verschwunden (Without a Trace, Folge 4x23)